# Томалла, Рихард
Рихард Томалла (нем. Richard Thomalla, 23 октября 1903 — 12 мая 1945) — силезский немец, архитектор, член нацистской партии, в рядах СС дослужился до звания — гауптштурмфюрер. Сотрудник и руководитель постройки различных концлагерей: Бельжец, Собибор. Активный член программы «Рейнхард». 

## Биография
Рихард Томалла родился 23 октября 1903 года в деревне Сабина-на-Аннахофе (ныне Совин). Владел польским языком. Был принят в ряды СС 1 июля 1932 года, а месяцем позже вступил в нацистскую партию. 5 октября 1935 года женился на Маргарите Брюкнер. Службу в рядах СС проходил в городах Волув и Бреслау (ныне Вроцлав). 6 сентября 1940 года проходил службу во вспомогательных полицейских частях при главном управлении в городах Ченстохова и Радом.
В 1941 году группа инженеров под руководством Томаллы получила задание найти наиболее благоприятное место для организации концлагеря. В перечень требований к местности входили: близость к железнодорожному полотну, сооружения своим видом не должны вызывать никаких подозрений у будущих заключенных, а также обустройство камер для подачи токсического газа. В ноябре 1941 года Томалла согласовал с руководством постройку концлагеря недалеко от поселения Бельжец и был назначен ответственным за реализацию проекта. Работа была закончена к марту 1942 года.
В начале марта 1942 года неподалёку от деревни Собибур с немецкого самолета было сброшено два десантника: гауптштурмфюрер СС Томалла и группенфюрер СС Алоис Мозер. Поскольку оба были архитекторами в их задачи входила разведка этой местности и произведение измерений. К концу марта этого же года началось строительство концлагеря в нескольких километрах от деревни и ответственным за это был назначен Томалла. Строительство шло достаточно быстро и к концу апреля концлагерь был практически готов, а Томаллу сменил Одило Глобочник.
Под конец Второй мировой войны был отправлен для прохождения военной службы в имперском протекторате Богемия и Моравия. В мае 1945 года был опознан, схвачен органами контрразведки СССР и расстрелян.